# Wybory prezydenckie

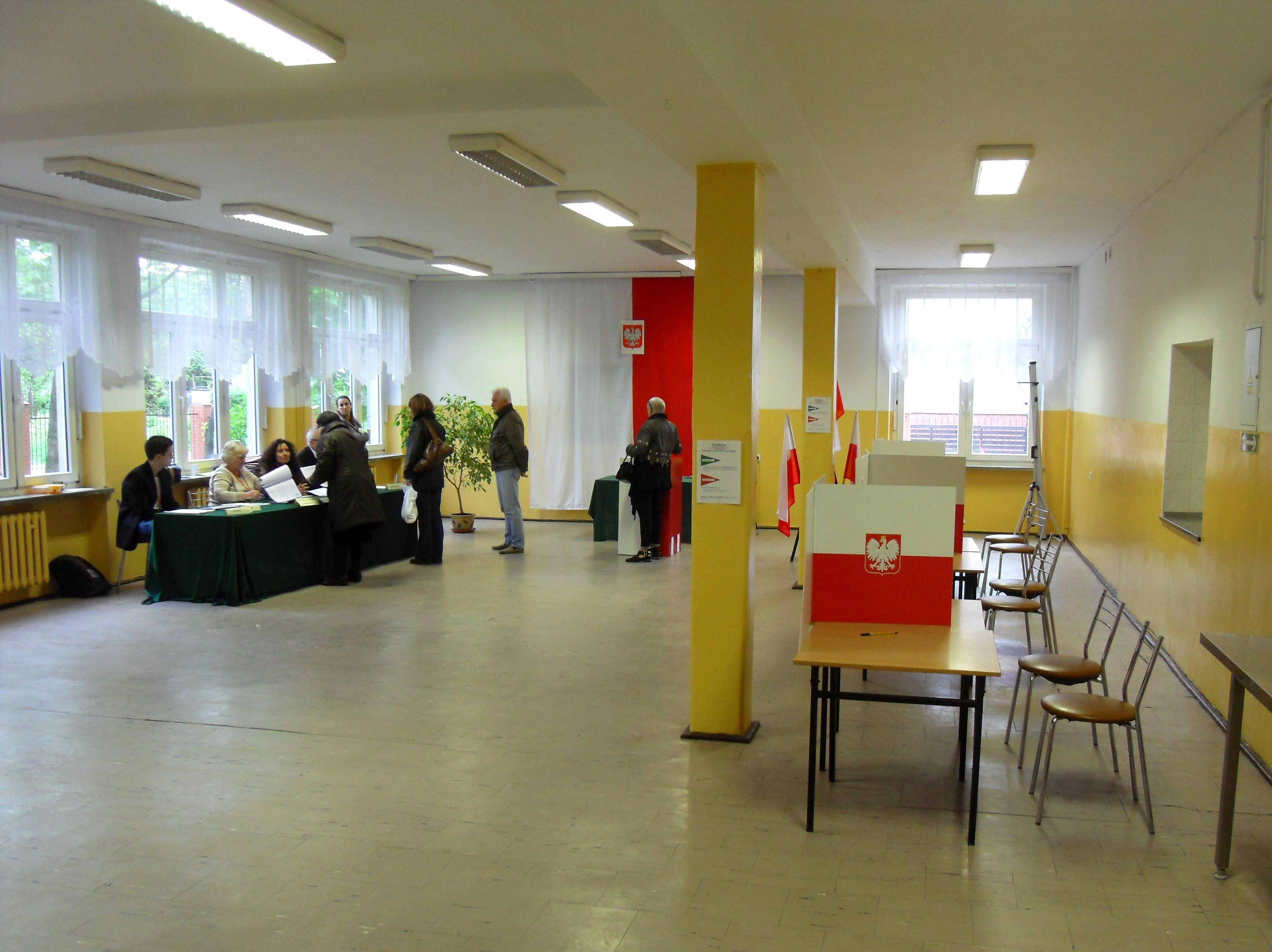
Wybory prezydenckie

Wybory prezydenckie – w państwach o ustroju republikańskim: wybory, w trakcie których obywatele w drodze głosowania obsadzają stanowisko głowy państwa – prezydenta. 